# 2016年8月逝世人物列表
2016年逝世人物列表：1月 - 2月 - 3月 - 4月 - 5月 - 6月 - 7月 - 8月 - 9月 - 10月 - 11月 - 12月
2016年8月逝世人物列表，是用于汇总2016年8月期间逝世人物的列表。

## 依日期排序

### 31日
- 安東尼奧·費爾南德斯·羅德里格斯（英语：Antonino Fernández Rodríguez），98歲，西班牙商人。[1]
- 克什米爾·拉爾·扎基爾（Kashmiri Lal Zakir），97歲，印度詩人和小說家。[2]

### 30日
- 約瑟普·布卡爾（英语：Josip Bukal），70歲，波斯尼亞足球運動員。[3]
- 丹·德萊頓（英語：Dan Dryden），72歲，美國政治人物，前南达科他州众议院議員，死於癌症。[4]
- 霍特·海絲特（英语：Hoot Hester），65歲，美國小提琴家，死於癌症。[5]
- 马克·吕布（法語：Marc Riboud），93岁，法国摄影师。[6]
- 乔·萨特（英語：Joe Sutter），95岁，美国工程师，波音747主要设计者，人称“747之父”。[7]
- 饶杰腾，79岁，中国语文教育学家，首都师范大学文学院教授。[8]

### 29日
- 吉恩·怀尔德（英語：Gene Wilder），83岁，美国舞台和屏幕演员、导演、编剧、作家兼社会活动家，死於阿兹海默症。[9]
- 肯·布萊克（Ken Black），84歲，加拿大政治人物。[10]
- 蒂納納特·帕菲（英语：Dinanath Pathy），74歲，印度畫家和藝術史學家。[11]
- 段云，中国交通银行长沙科大支行行长，上吊自杀身亡。[12]

### 28日
- 苏民，本名濮思荀，90岁，中国话剧导演、话剧表演艺术家。[13]
- 陈志荣，58岁，中国共产党第十八届中央委员，中共海南省委常委、政法委书记。[14]
- 胡安·加布里埃尔（西班牙語：Juan Gabriel），66歲，墨西哥歌手，拉丁美洲歌壇泰斗，死於心臟病發。[15]
- 喬·R·希克斯（Joe R. Hicks），75歲，美國社會活動家。[16]
- 沙希德·卡德里（英语：Shahid Qadri），74歲，孟加拉詩人，死於腎臟疾病。[17]

### 27日
- 张镜如，88岁，原上海医科大学校长，博士生导师、著名医学教育家、生理学家。[18]
- 楊南郡，84歲，台灣作家、登山家、古道研究者。[19]
- 具鳳書（朝鲜语：구봉서），89歲，韓國喜劇演員。[20]
- 哈土依·德·坎普斯（英语：Hatuey de Camps），69歲，多明尼加政治人物，前多明尼加共和國眾議院（英语：Chamber of Deputies of the Dominican Republic）議長，死於癌症。[21]
- 塔米姆·喬杜里（Tamim Chowdhury），30歲，孟加拉-加拿大伊斯兰国埃米爾，2016年孟加拉达卡袭击事件涉嫌主謀。[22]
- 鄭完永（朝鲜语：정완영），96歲，韓國詩人。[23]
- 鄭章植（朝鲜语：정장식），65歲，韓國政治人物，前浦項市市長。[24]

### 26日
- 李仁源（朝鲜语：이인원），69歲，韓國企業家，樂天集團副會長，自缢身亡。（遺體發現日期）[25]
- 陳保泉，50歲，台灣棒球教練。[26]
- 彼得·巴里（英语：Peter Barry），88歲，愛爾蘭政治人物，前外交與貿易部長（英语：Minister for Foreign Affairs and Trade）、副總理及下議院議員（英语：Teachta Dála）。[27]
- E·托馬斯·帕里（E. Parry Thomas），95歲，美國銀行家和商人。[28]

### 25日
- 豐田光江（日語：豊田 ミツヱ），114歲192天，日本國內排名第四長壽人瑞。[29]
- 瑪格麗特·安斯蒂女爵士（Dame Margaret Anstee），90歲，英國外交官和聯合國官員，1987年至1993年成為首位晉升至聯合國次秘書長職級的女性。[30]
- 詹姆斯·克羅寧（英語：James Cronin），84歲，美國物理學家，發現中性K介子衰變時存在對稱破壞，1980年諾貝爾物理獎得主。[31]
- 索尼亞·里基爾（法語：Sonia Rykiel），86歲，法國時尚設計師，人譽「針織女皇」。[32]
- 瑪麗亞·歐亨尼婭（英语：Maria Eugénia），89歲，葡萄牙女演員。[33]
- 謝爾蓋·馬爾丘克（英语：Sergey Marchuk），64歲，俄羅斯速滑運動員，歐洲冠軍。[34]（死亡公布日期）

### 24日
- 米歇爾·布托爾（法語：Michel Butor），89歲，法國新小說派先驅作家。[35]
- 瓦爾特·謝爾（德語：Walter Scheel），97歲，德意志聯邦共和國聯邦前總統、德國自由民主黨政治家。[36]
- 喬爾·伯格曼（Joel Bergman），80歲，美國建築師。[37]
- 厄利卡·拉赫曼·基德瓦伊，96歲，印度政治人物，前哈里亞納邦總督（英语：List of governors of Haryana）。[38]
- 錢永健（英語：Roger Yonchien Tsien），64歲，美籍華裔化學家，2008年諾貝爾化學獎得主，中華民國中央研究院第28屆(生命科學組)院士[39][40][41]。

### 23日
- 安德烈亞斯·巴庫勒斯（英语：Andreas Barkoulis），80歲，希臘演員。[42]
- 亨利·德·特倫娜（英语：Henri de Turenne (writer)），94歲，法國記者和編劇。[43]
- 赖因哈德·泽尔腾（德語：Reinhard Selten），85岁，德国经济学家、数学家，1994年诺贝尔经济学奖得主[44]。

### 22日
- 邁克爾·布魯克斯（Michael Anthony Brooks），58歲，前美國NBA聯盟的職業籃球運動員，病逝。[45]
- 李荫远，97岁，中国科学院院士，中国固体和磁学理论开拓者之一。[46]
- 刘大钧，91岁，中国工程院院士。国际著名的小麦遗传育种学家，原南京农业大学校长。[47]
- 塞拉潘·纳丹（英語：Sellapan Ramanathan，通稱S R Nathan，通稱S R நாதன்），92歲，新加坡第6任总统（1999-2011），死於中風。[48]
- 傑克遜·B·戴維斯（Jackson B. Davis），98歲，美國政治人物，前路易斯安那州参议院議員。[49]
- 吉利·史密斯（Gilli Smyth），83歲，英國女歌手。[50]

### 21日
- 平松守彥（日語：平松 守彦），92歲，日本政治家，以發起一村一品運動聞名。[51]
- 武野武治（日语：むのたけじ），101歲，日本二戰戰地記者，以反戰著稱。[52]
- 顧正秋，86歲，台灣京劇表演家，以青衣角色著名，梅蘭芳之徒。[53]
- 馬林·莫拉魯（英语：Marin Moraru），79歲，羅馬尼亞演員。[54]
- 貝尼特·羅塞爾（英语：Benet Rosell），78歲，西班牙加泰羅尼亞藝術家。[55]
- 安东尼·杰伊（英語：Antony Jay），86岁，英国编剧、导演、电视节目主持人，代表作。病逝。[56]

### 20日
- 喬治·E·柯里（George E. Curry），69歲，美國記者。[57]
- 約瑟夫·A·帕拉亞（Joseph A. Palaia），89歲，美國政治人物，前新泽西州参议院議員。[58]
- 布萊恩·里克斯（Brian Rix），92歲，英國演員和社會活動家。[59]

### 19日
- 顧偉，99歲，抗戰少將，蘇州「天馬號」京滬線蘇州段爆炸案指揮官。[60]
- 唐納德·亨德森（Donald Henderson），87歲，美國醫生，撲滅天花項目總監，死於臀部斷裂併發症。[61]
- 穆罕默德·阿里·沙瑪塔（英语：Mohammad Ali Samatar），85歲，索馬里政治人物，前索马里总理。[62]

### 18日
- 李树人，90岁，中國人，四川美食界泰斗、四川省美食家协会主席。[63]
- 邁克爾·納皮爾·布朗（Michael Napier Brown），79歲，英國演員、導演和編劇。[64]
- 恩斯特·諾爾特（德語：Ernst Nolte），93歲，德國歷史學家。[65]

### 17日
- 傅小石，85岁，中国画家。中国国画大师傅抱石的长子。[66]
- 阿瑟·希勒（英语：Arthur Hiller），92岁，加拿大导演。[67]
- 史蒂夫·阿林（Steve Arlin），70歲，美國棒球運動員（圣迭戈教士、克里夫蘭印地安人）。[68]
- 維克托·莫拉（英语：Víctor Mora (comics)），85，西班牙漫畫家。[69]
- 約翰·艾倫比（英語：John Ellenby），75歲，英國工程師，發明世上第一台筆記型電腦。[70]

### 16日
- 若昂·阿维兰热（葡萄牙語：João Havelange），100岁，前国际足联（FIFA）主席，死於肺炎。[71]
- 安德魯·弗洛朗（Andrew Florent），45歲，澳洲網球運動員，死於大腸癌。[72]
- 理查德·塞米納克（Richard Seminack），74歲，美國乌克兰希腊礼天主教会主教，前乌克兰希腊礼天主教芝加哥教区主教，死於癌症。[73]

### 15日
- 坂本五郎（日語：坂本 五郎），92岁，日本著名收藏家。[74]
- 斯特凡·亨策（德語：Stefan Henze），35歲，2016年奧運會輕艇激流德國隊教練，死於交通事故。[75]
- 白武賢（朝鲜语：백무현），52歲，韓國漫畫家。[76]
- 达利安·阿特金森（Dalian Atkinson），48歲，英國足球運動員（伊普斯维奇城、阿士東維拉），電槍致死。[77]
- 索朗·法斯凱勒（英语：Solange Fasquelle），83歲，法國作家。[78]
- 紅音螢（日語：紅音 ほたる），32歲，日本前AV女優。[79]

### 14日
- 步平，68歲，中國歷史學家，以中日關係史、抗日戰爭史稱著，病逝。[80][81]
- 奇夫利高富勳爵（英语：Robert Goff, Baron Goff of Chieveley）（The Lord Goff of Chieveley），89歲，英國上議院法官。[82]
- 阿布德·瓊布（英语：Aboud Jumbe），96歲，坦桑尼亞政治人物，前桑给巴尔总统。[83]

### 13日
- 肯尼·貝克（英語：Kenny Baker），81歲，英國演員，在電影中飾R2-D2，病逝。[84]
- 贾若瑜，101歲，中国人民解放军原高级将领，原军事学院副院长、顾问。[85]
- 郑斗守（朝鲜语：정두수），79歲，韓國作詞人。[86]
- 米格爾·博爾托利尼（英语：Miguel Bortolini），74歲，墨西哥政治人物，死於癌症。[87]
- 喬伊斯·卡羅爾·托馬斯（英语：Joyce Carol Thomas），78歲，美國詩人、劇作家、勵志演說家和作家。[88]
- 艾伦·凯利（英語：Allen Kelley），83岁，美国篮球运动员，奥运会冠军。[89]

### 12日
- 胡安·佩德羅·德·米格爾（英语：Juan Pedro de Miguel），58歲，西班牙奧運手球運動員。[90]
- 柳博米爾·波波維奇（英语：Ljubomir Popović），81歲，塞爾維亞畫家。[91]
- 許再枝，95歲，台灣醫生。第24屆醫療奉獻獎得主。[92]

### 11日
- 詹姆斯·B·鄧恩（James B. Dunn），89歲，美國政治人物，前南達科他州參議院議員。[93]
- 哈尼夫·穆罕默德（英语：Hanif Mohammad），81歲，巴基斯坦板球運動員（國家隊（英语：Pakistan national cricket team））。[94]

### 10日
- 徐邦栋，95歲，中国滑坡学之父。[95]
- 奈爾·阿姆斯特朗（Neill Armstrong），90歲，美國美式足球運動員（费城老鹰）和教練（芝加哥熊）。[96]
- 薩西·申克（Sasi Shanker），57歲，印度電影導演。[97]

### 9日
- 第六代西敏公爵（The 6th Duke of Westminster），64歲，英國貴族、億萬富翁和地產商，死於心臟病發。[98]
- 王拓，72歲，台灣作家、政治人物，曾任立法委員。[99]
- 比爾·杜利（Bill Dooley），82歲，美國美式足球教練。[100]
- 阿夫塔卜·古拉姆·納比·卡茲（Aftab Ghulam Nabi Kazi），96歲，巴基斯坦政治人物，前巴基斯坦國家銀行行長（英语：Governor of the State Bank of Pakistan）。[101]
- 吉米·D·龍（Jimmy D. Long），84歲，美國政治人物，前路易斯安那州众议院議員，死於交通意外。[102]

### 8日
- 吴蔚然，95岁，北京医院名誉院长[103]
- 愛德華·達利（英语：Edward Daly (bishop)）（Edward Daly），82歲，北愛爾蘭羅馬天主教主教，前天主教德里教區主教。[104]
- 維賈雅·難達師利（英语：Vijaya Nandasiri），72歲，斯里蘭卡演員和劇作家。[105]
- 漢黛·卡迪爾（Hande Kader），22歲，土耳其跨性別及LGBTQ維權運動人士。（遺體發現日期）[106]

### 7日
- 古斯塔沃·布埃諾（英语：Gustavo Bueno），91歲，西班牙哲學家。[107]
- 侏儒法雷利（Midget Farrelly），71歲，澳洲衝浪運動員。[108]
- 宮城朝輝（日語：宮城 朝輝），111歲，日本人瑞，前沖繩縣最年長者。[109]

### 6日
- 周聯華，96岁，台湾神學家，死於心臟病。[110]
- 海倫·德利奇·本特利（英语：Helen Delich Bentley），92歲，美國政治人物，前美國眾議院馬里蘭州第二國會選區（英语：Maryland's 2nd congressional district）議員，死於腦癌。[111]
- 埃爾科萊·魯皮納慈（英语：Ercole Lupinacci），82歲，意大利天主教樞機，前義大利-阿爾巴尼亞禮天主教倫格羅教區主教。[112]
- 沃爾特·C·揚（英語：Walter C. Young），94歲，美國政治人物，前佛羅里達州眾議院議員。[113]

### 5日
- 阿蘭·貝茨（英语：Alan Bates (politician)）（Alan Bates），71歲，美國政治人物，前俄勒冈州参议院議員。[114]
- 埃萊烏特里奧·費爾南德斯·維多夫羅（英语：Eleuterio Fernández Huidobro），74歲，烏拉圭政治人物，前國防部長，死於呼吸困難。[115]

### 4日
- 徐三泰，33岁，台湾企业家，溺水而死。[116]
- 吉恩·安托萬（Jean Antoine），73歲，美國專業摔跤手。[117]
- 小大衛·達德利·多德（David Dudley Dowd, Jr.），86歲，美國聯邦法官，前美国俄亥俄北区联邦地区法院法官。[118]
- 謝道時(Tao-shih Hsieh)，68歲，中華民國中央研究院第29屆(生命科學組)院士，學術專長為生物化學、基因穩定性及老化研究。[119]

### 3日
- 羅素·考夫林（Russell Coughlin），56歲，威爾士足球運動員（卡莱尔联、普利茅斯、斯旺西城）。[120]
- 史蒂文·拉圖雷特（Steve LaTourette），62歲，美國政治人物，前美國眾議院俄亥俄州第十四國會選區（英语：Ohio's 14th congressional district）議員，死於胰腺癌。[121]
- 沙赫拉姆·阿米里（波斯語：شهرام امیری），38歲，伊朗核子科學家，絞刑處死。[122]

### 2日
- 王志毅，95岁，解放军军委装甲兵技术部部长（正军级）。[123]
- 亞米德·齊威爾（阿拉伯語：أحمد حسن زويل），70歲，埃及科學家，1999年諾貝爾化學獎得主。[124]
- 大衛·赫德爾斯頓（David Huddleston），85歲，美國演員（《谋杀绿脚趾》、《閃亮的馬鞍》），死於心臟和腎臟疾病。[125]
- 胡安·卡洛斯·梅薩（英语：Juan Carlos Mesa），86歲，阿根廷幽默作家。[126]
- 余如季，83歲，台灣攝影家。[127]

### 1日
- 波旁-帕爾馬的安娜（羅馬尼亞語： / 法語：），92歲，法國出生的羅馬尼亞王室成員，米哈伊一世妻子。[128]
- 戴·道爾（Dai Dower），83歲，威爾士拳擊手。[129]
- 安德烈·豪伊杜（英语：Andre Hajdu），84歲，以色列作曲家。[130]